# The Slipway
The Slipway (englisch für Die Gleitbahn) ist eine Science-Fiction-Novelette des australischen Schriftstellers Greg Egan, zuerst veröffentlicht in Analog im Juli/August 2019. Diese beschreibt die Entdeckung eines sich der Erde nähernden Wurmloches. Greg Egan beschrieb im Essay The View through a Wormhole die wissenschaftlichen Hintergründe der Kurzgeschichte. Diese erschien ebenfalls in der Sammlung Instantiation im Jahr 2020.

## Handlung
Fatima und Gabrielle entdecken mit dem Hinweis eines Farmers, welcher bereits einen Asteroiden entdeckt hat, neue Sterne am Nachthimmel, welche auf ein Wurmloch zurückgeführt werden können, welches Pane genannt wird. Theorien von außerirdischen intergalaktischen Transportnetzwerken oder Beweisen der Stringtheorie verbreiten sich auf der Welt, jedoch schlagen alle Messungen zur Bestimmung von Größe, Position und Geschwindigkeit des Pane fehl. Als das Wurmloch die doppelte Größe des Vollmondes erreicht hat, schlägt Fatima die Hypothese vor, dass der Pane in Wahrheit so groß wie das Sonnensystem ist und sich fast mit Lichtgeschwindigkeit bewegt, weshalb das Sonnensystem es längst passiert habe und der Nachthimmel nur eine Illusion des mit aus der Vergangenheit gereisten Lichtes sei. Ihre Hypothese wird erst abgelehnt und sie mit Vergewaltigungs- und Morddrohungen überhäuft, auch aufgrund von Rassismus und Sexismus, da sie eine senegalesische Frau ist. Doch als der Pane weiter wächst, werden verzweifelte Pläne zur Entsendung von Raumschiffen und -sonden zurück gemacht. Gabrielle entdeckt jedoch, dass die andere Seite des Pane einfach wieder genau ihre Ursprungsposition ist und dieser ihnen ein 67.000 Jahre altes Bild des Nachthimmels im Inneren gezeigt habe. Fatima und Gabrielle wollen sofort zurück an die Aufzeichnung des Phänomens, um es erneut zu finden, wenn es natürlich ist, oder eines Tages selbst zu erschaffen, wenn es künstlich ist.

## Auszeichnung
The Slipway war für den Analog Analytical Laboratory (AnLab) Award für die beste Novelette im Jahr 2019 nominiert gewesen.

## Kritik
Rich Horton schreibt im Locus Magazine, dass die Kurzgeschichte harte Science-Fiction ist, wie sie zu wünschen ist, und sogar Diagramme und Gleichungen gut hineingepasst hätten („qualifies as pure a hard SF story as you might want – so much so that I wish he’d included some diagrams and equations“). In reiner Art der Science-Fiction ist die Handlung der Kurzgeschichte die Ergründung des Phänomens und lädt zum Ende hin zum Staunen ein („in purest SF fashion, the working out of the story is essentially the process of coming to understand what this thing – called “the Pane” – really is, and the reader is invited to indulge their sense of wonder by the end“).
Victoria Silverwolf schreibt auf Tangent Online, dass die Wertschätzung der Prämisse die Kenntnis von vielen Konzepten der modernen Astrophysik erfordere („full appreciation of the premise requires familiarity with many concepts of modern astrophysics“), doch staunen lasse und mit klarer wissenschaftlicher Logik beschrieben wird („true sense of wonder, describing an amazing event with rigid scientific logic“). Sie lobt außerdem, dass die Charaktere mehr sind als nur Methoden zur Beschreibung der faszinierenden Idee („the characters in the story are little more than a way for the author to present a fascinating idea in the form of fiction“).
Sam Tomaino schreibt auf SF Revu, dass die Erklärung des Pane eine sehr fantasievolle Geschichte ergebe („the explanation for what [the Pane] is makes for a very imaginative story“) und zudem sehr gut geschriebene Charaktere habe („it has well-drawn characters, too“). Zudem sei die Kurzgeschichte ein großartiges Ende („great end“) der Ausgabe vom Juli/August 2019 von Analog Science Fiction and Fact sei.